# ولک (تگزاس)
Vleckولک، تگزاس(به انگلیسی: Van Vleck, Texas) شهری در ایالت تگزاس از ایالات جنوبی ایالات متحده آمریکا است. در سرشماری سال ۲۰۰۰، جمعیت این شهر ۱۴۱۱ نفر اعلام شد.